# Filip Salač
Filip Salač (né le 12 décembre 2001) est un pilote de moto tchèque, évoluant en championnat du monde Moto2 2025 pour l'équipe Elf Marc VDS Racing Team.

## Carrière

### Parcours junior
Salač a débuté son parcours en 2016, en roulant à temps plein à la Red Bull MotoGP Rookies Cup, ne marquant aucun podium, 75 points, et terminant 9e au classement final. Il a également fait quatre apparitions en course dans le Championnat du monde Junior FIM CEV Moto3 2016, marquant un point lors de la course de Portimão.
Salač a de nouveau partagé les deux mêmes séries l'année suivante, terminant avec 12 points dans le Championnat du monde Junior FIM CEV Moto3 2017, et cinq top-6 dans la Red Bull MotoGP Rookies Cup 2017, dont un podium à la 2e place à Jerez. Il a terminé respectivement 27e, et 13e au classement.
Salač a progressé par rapport à ses saisons précédentes dans les deux catégories, marquant des points à huit reprises en Championnat du monde FIM CEV Moto3 Junior 2018, dont sept fois dans le top 10, terminant 11e du classement, avec 52 points. Dans la Red Bull MotoGP Rookies Cup 2018, il a obtenu cinq podiums, deux deuxièmes places à Assen et Misano, et trois troisièmes places à Jerez, au Sachsenring et au Red Bull Ring. Il termine la saison à la 4e place du classement, avec 151 points.

### Championnat de Moto3
Il a fait ses débuts en Grand Prix en tant que joker, lors du GP de Brno en 2018, où il a terminé la course à la 24e place.

#### Redox PrüstelGP (2019)
Salač a participé à temps plein au Championnat du monde Moto3 2019 aux côtés de son compatriote Jakub Kornfeil au Prüstel GP.
Il a marqué des points dans sept courses au cours de l'année, ses meilleurs résultats de la saison étant une 9e place à Rimini et une 5e place dans la course de clôture de la saison à Valence. Il a terminé la saison à la 23e place du classement, avec 32 points.

#### Rivacold Snipers Team (2020–2021)
Passant de Prüstel à l'équipe Rivacold Snipers pour la saison de Moto3 2020, Le tchèque réalise des performances similaires à celles de l'année précédente. Il a marqué des points lors de six courses avec comme meilleur résultat de la saison étant une 8e place au Qatar, et une 9e place à Valence, et a terminé la saison 21e au classement, avec 30 points.
Pour la saison 2021, il à roulé pour deux équipes. Il débute la saison avec l'équipe Rivacold Snipers, signant le premier podium de sa carrière dans la catégorie avec une 2e place au Mans. Par la suite, il décroche également sa première Pole Position en Moto3 au Sachsenring. Il ne peut cependant pas terminer la course en Allemagne, des problèmes techniques le contraignant à l'abandon. Salač était tellement en colère contre l'équipe, ayant déjà abandonné à Doha et à Barcelone lors des courses précédentes, qu'après son abandon en Allemagne, il a demandé la résiliation de son contrat avec l'équipe. Il fut ensuite remplacé par Alberto Surra.

#### CarXpert Prüstel GP (2021)
Après sa décision de quitter l'équipe Snipers, et le décès soudain de Jason Dupasquier en Italie libérant une place à Prüstel GP, les deux parties ont convenu d'un contrat, et qu'il roulerait pour Prüstel pour les 9 courses restantes de la saison. Il a terminé dans les points dans les trois premières courses, avant de chuter dans les trois suivantes, mais a bien terminé la saison, avec deux 10e places à Misano et Portimão, avant de couronner la saison avec une 4e place dans la clôture de la saison à Valence. Salač a terminé 16e au classement du championnat, avec 71 points.

### Moto2 World Championship

#### Gresini Racing Moto2 (2022–2023)
En septembre 2021, il a été annoncé que le tchèque passerait en Moto2, au sein de l'équipe Gresini Racing pour la saison 2022. Pour sa première saison, il termine à la vingtième position avec un total de 45 points.
Pour sa deuxième saison dans l'antichambre, il reste chez Gresini. A Jerez, il termine la course à la neuvième position.

#### Elf Marc VDS Racing Team (2024–)
L'équipe Elf Racing Team Marc VDS a annoncé que Filip Salač rejoindrait son projet Moto2 pour le championnat du monde Moto2 de 2024.

## Statistiques en carrière

### Red Bull MotoGP Rookies Cup

#### courses par années
(Les courses en gras indiquent une pole position) (Les courses en Italiques indiquent un meilleur tour)
| Saison | 1       | 2        | 3      | 4      | 5       | 6      | 7        | 8        | 9        | 10      | 11       | 12     | 13     | Pos | Pts |
| ------ | ------- | -------- | ------ | ------ | ------- | ------ | -------- | -------- | -------- | ------- | -------- | ------ | ------ | --- | --- |
| 2016   | JER1 15 | JER2 Ret | ASS1 9 | ASS2 6 | SAC1 10 | SAC2 8 | RBR1 11  | RBR2 10  | BRN1 Ret | BRN2 11 | MIS 11   | ARA1 5 | ARA2 5 | 9e  | 75  |
| 2017   | JER1 4  | JER2 2   | ASS1   | ASS2   | SAC1    | SAC2   | BRN1 Ret | BRN2 DNS | RBR1     | RBR2    | MIS 5    | ARA1 6 | ARA2 5 | 13e | 65  |
| 2018   | JER1 3  | JER2 4   | MUG 10 | ASS1 5 | ASS2 2  | SAC1 4 | SAC2 3   | RBR1 5   | RBR2 3   | MIS 2   | ARA1 Ret | ARA2 7 |        | 4e  | 151 |

### Championnat du monde FIM CEV Moto3 Junior

#### courses par années
(Les courses en gras indiquent une pole position) (Les courses en Italiques indiquent un meilleur tour)
| Saison | Moto | 1       | 2      | 3        | 4        | 5       | 6       | 7       | 8       | 9       | 10     | 11       | 12       | Pos | Pts |
| ------ | ---- | ------- | ------ | -------- | -------- | ------- | ------- | ------- | ------- | ------- | ------ | -------- | -------- | --- | --- |
| 2016   | KTM  | VAL1    | VAL2   | LMS      | ARA      | CAT1    | CAT2    | ALB Ret | ALG 15  | JER1    | JER2   | VAL1 20  | VAL2 21  | 37e | 1   |
| 2017   | KTM  | ALB Ret | LMS 11 | CAT1 DNS | CAT2 DNS | VAL1    | VAL2    | EST     | JER1 19 | JER2 13 | ARA 12 | VAL1 DNQ | VAL2 DNQ | 27e | 12  |
| 2018   | KTM  | EST 8   | VAL1 9 | VAL2 Ret | LMS 18   | CAT1 22 | CAT2 16 | ARA 9   | JER1 9  | JER2 8  | ALB 10 | VAL1 8   | VAL2 15  | 11e | 52  |

### Grand Prix moto

#### Par saison
| Saison | Catégorie | Constructeur | Ecurie                              | Courses | Victoires | Podium | Pole | M/Tours | Pts | Position |
| ------ | --------- | ------------ | ----------------------------------- | ------- | --------- | ------ | ---- | ------- | --- | -------- |
| 2018   | Moto3     | KTM          | Cuna de Campeones Czech Talent Team | 1       | 0         | 0      | 0    | 0       | 0   | 44e      |
| 2019   | Moto3     | KTM          | Redox PrüstelGP                     | 19      | 0         | 0      | 0    | 0       | 32  | 23e      |
| 2020   | Moto3     | Honda        | Rivacold Snipers Team               | 13      | 0         | 0      | 0    | 0       | 30  | 21e      |
| 2021   | Moto3     | Honda        | Rivacold Snipers Team               | 8       | 0         | 1      | 1    | 0       | 48  | 16e      |
| 2021   | Moto3     | KTM          | CarXpert Prüstel GP                 | 9       | 0         | 0      | 0    | 0       | 23  | 16e      |
| 2022   | Moto2     | Kalex        | Gresini Racing Moto2                | 20      | 0         | 1      | 0    | 0       | 45  | 20e      |
| 2023   | Moto2     | Kalex        | QJmotor Gresini Moto2               | 19      | 0         | 1      | 1    | 0       | 110 | 11e      |
| 2024   | Moto2     | Kalex        | Elf Marc VDS Racing Team            | 17      | 0         | 1      | 0    | 0       | 73  | 16e      |
| 2025   | Moto2     | Boscoscuro   | Elf Marc VDS Racing Team            | 4       | 0         | 0      | 0    | 0       | 13* | 14e*     |
| Total  | Total     | Total        | Total                               | 110     | 0         | 4      | 2    | 0       | 374 |          |

#### Par catégorie
| Catégorie | Saison       | 1er GP        | 1er Pod        | Course | Victoire | Podium | Pole | M/Tours | Pts |
| --------- | ------------ | ------------- | -------------- | ------ | -------- | ------ | ---- | ------- | --- |
| Moto3     | 2018–2021    | Tchéquie 2018 | France 2021    | 50     | 0        | 1      | 1    | 0       | 133 |
| Moto2     | 2022–present | Qatar 2022    | Thailande 2022 | 60     | 0        | 3      | 1    | 0       | 241 |
| Total     | 2018–present | 2018–present  | 2018–present   | 110    | 0        | 4      | 2    | 0       | 374 |

#### Courses par années
(Les courses en gras indiquent une pole position) (Les courses en Italiques indiquent un meilleur tour)
| Saison | Catégorie | Moto       | 1       | 2       | 3       | 4       | 5       | 6      | 7       | 8       | 9       | 10      | 11      | 12     | 13      | 14      | 15      | 16      | 17      | 18      | 19      | 20     | 21  | 22  | Pos   | Pts |
| ------ | --------- | ---------- | ------- | ------- | ------- | ------- | ------- | ------ | ------- | ------- | ------- | ------- | ------- | ------ | ------- | ------- | ------- | ------- | ------- | ------- | ------- | ------ | --- | --- | ----- | --- |
| 2018   | Moto3     | KTM        | QAT     | ARG     | AME     | SPA     | FRA     | ITA    | CAT     | NED     | GER     | CZE 24  | AUT     | GBR    | RSM     | ARA     | THA     | JPN     | AUS     | MAL     | VAL     |        |     |     | 44th  | 0   |
| 2019   | Moto3     | KTM        | QAT 21  | ARG 25  | AME 20  | SPA Ret | FRA 15  | ITA 20 | CAT Ret | NED 14  | GER 13  | CZE Ret | AUT 19  | GBR 21 | RSM 9   | ARA 18  | THA 11  | JPN 22  | AUS Ret | MAL 13  | VAL 5   |        |     |     | 23rd  | 32  |
| 2020   | Moto3     | Honda      | QAT 8   | SPA Ret | ANC Ret | CZE 25  | AUT Ret | STY 12 | RSM 20  | EMI 16  | CAT 12  | FRA 12  | ARA 16  | TER 13 | EUR 9   | VAL DNS | POR     |         |         |         |         |        |     |     | 21st  | 30  |
| 2021   | Moto3     | Honda      | QAT 13  | DOH Ret | POR 13  | SPA 12  | FRA 2   | ITA 11 | CAT Ret | GER Ret | NED     |         |         |        |         |         |         |         |         |         |         |        |     |     | 16th  | 71  |
| 2021   | Moto3     | KTM        |         |         |         |         |         |        |         |         |         | STY 11  | AUT 12  | GBR 14 | ARA Ret | RSM Ret | AME Ret | EMI 10  | ALR 10  | VAL 4   |         |        |     |     | 16th  | 71  |
| 2022   | Moto2     | Kalex      | QAT Ret | INA 21  | ARG Ret | AME 14  | POR 14  | SPA 21 | FRA 15  | ITA 13  | CAT Ret | GER Ret | NED 10  | GBR 9  | AUT Ret | RSM Ret | ARA 17  | JPN 10  | THA 2‡  | AUS Ret | MAL 11  | VAL 13 |     |     | 20th  | 45  |
| 2023   | Moto2     | Kalex      | POR 4   | ARG 7   | AME 5   | SPA 9   | FRA 2   | ITA 7  | GER 13  | NED Ret | GBR 13  | AUT 7   | CAT Ret | RSM 9  | IND 10  | JPN 5   | INA Ret | AUS Ret | THA 17  | MAL 14  | QAT DNS | VAL 17 |     |     | 11th  | 110 |
| 2024   | Moto2     | Kalex      | QAT 21  | POR     | AME 15  | SPA 11  | FRA 12  | CAT 12 | ITA Ret | NED DNS | GER     | GBR Ret | AUT 10  | ARA 11 | RSM 7   | EMI 10  | INA 15  | JPN 3   | AUS 14  | THA 14  | MAL 15  | SLD 5  |     |     | 16th  | 73  |
| 2025   | Moto2     | Boscoscuro | THA 9   | ARG Ret | AME Ret | QAT 10  | ESP     | FRA    | GBR     | ARA     | ITA     | P-B     | ALL     | TCH    | AUT     | HUN     | CAT     | RSM     | JPN     | INA     | AUS     | MAL    | POR | VAL | 14th* | 13* |

*Saison encore en cours